# Davies Nkausu
Davies Nkausu (Lusaka, Zambia, 1 de enero de 1986), futbolista zambiano naturalizado sudafricano. Juega de defensa y actualmente está sin club.

## Selección nacional
Ha sido internacional con la Selección de fútbol de Zambia, ha jugado 6 partidos internacionales.

## Clubes
| Club                              | País      | Año         |
| --------------------------------- | --------- | ----------- |
| Chiparamba Great Eagles           | Zambia    | 2003 - 2008 |
| Pretoria University FC            | Sudáfrica | 2008        |
| Supersport United                 | Sudáfrica | 2008-2014   |
| Bloemfontein Celtic FC            | Sudáfrica | 2014-2015   |
| Pretoria University FC (cedido)   | Sudáfrica | 2015- 2015  |
| Bloemfontein Celtic               | Sudáfrica | 2015 - 2016 |
| Free State Stars                  | Sudáfrica | 2016 - 2017 |
| Pretoria University Football Club | Sudáfrica | 2017 - 2018 |
| Baroka Football Club              | Sudáfrica | 2018 - 2019 |
| ASK Dragão do Uíge                | Angola    | 2022 - 2023 |